# Барењ
Барењ (фр. Baraigne) насеље је и општина у јужној Француској у региону Лангдок-Русијон, у департману Од која припада префектури Каркасон.
По подацима из 2011. године у општини је живело 161 становника, а густина насељености је износила 33,82 становника/km². Општина се простире на површини од 4,76 km². Налази се на средњој надморској висини од 260 метара (максималној 285 m, а минималној 208 m).

## Демографија
| 1962. | 1968. | 1975. | 1982. | 1990. | 1999. | 2011. |
| ----- | ----- | ----- | ----- | ----- | ----- | ----- |
| 111   | 113   | 99    | 103   | 122   | 126   | 161   |

График промене броја становника у току последњих година